# Griante
Griante är en ort och kommun i provinsen Como i regionen Lombardiet i Italien. Kommunen hade 633 invånare (2018).